# Ardian Gashi
Ardian Gashi (Gjakova, 20 giugno 1981) è un calciatore norvegese, centrocampista dell'Ørn-Horten.

## Biografia
Gashi è nato in Kosovo, ma si è trasferito in Norvegia all'età di otto anni. È in possesso della cittadinanza norvegese.

## Caratteristiche tecniche
È un giocatore di grande intensità, veloce e di buona qualità con la palla al piede.

## Carriera

### Club

#### KIL/Hemne, Molde e Ørn-Horten
Gashi ha cominciato la carriera con la maglia del KIL/Hemne, prima di trasferirsi al Molde. Con questa maglia ha potuto esordire nell'Eliteserien, subentrando a Thomas Mork nel successo per 5-0 sul Bryne, datato 6 maggio 2001. Il suo spazio è stato però limitato a poche presenze e per questo è stato ceduto all'Ørn-Horten. Ha debuttato con questa squadra, in 1. divisjon, in data 14 aprile 2002: è stato titolare nel pareggio per 2-2 in casa dell'HamKam. Il 16 giugno successivo ha realizzato le prime reti: è stato autore di una doppietta nella vittoria per 4-1 sull'Haugesund. Ha contribuito, con 26 presenze e 8 gol, a far raggiungere la salvezza all'Ørn-Horten, diventando un giocatore chiave della squadra. Vi è rimasto fino alla metà del campionato seguente.

#### Vålerenga
Nel corso del 2003, infatti, è passato al Vålerenga con la formula del prestito. Ha disputato il primo incontro con questa casacca in data 12 luglio 2003, sostituendo David Hanssen nella sconfitta casalinga per 0-2 contro il Brann. Il 27 settembre ha siglato la prima marcatura nella massima divisione norvegese, nel pareggio per 2-2 contro lo Stabæk. La sua formazione è giunta al terzultimo posto e ha dovuto affrontare le qualificazioni all'Eliteserien per rimanere in questa divisione per l'anno successivo: Gashi ha giocato entrambi gli incontri con il Sandefjord, al termine dei quali il Vålerenga ha raggiunto la salvezza. Il suo trasferimento al Vålerenga è diventato poi a titolo definitivo, così ha continuato a rappresentare questi colori anche per le annate successive. È risultato essere uno dei migliori calciatori del campionato 2004, che il Vålerenga ha chiuso al secondo posto. Nello stesso anno, ha vinto il premio Kniksen come miglior centrocampista dell'Eliteserien. Ad agosto 2005 è stato arrestato per aver superato, a bordo della sua auto, i limiti di velocità e fu condannato a 18 giorni di carcere. Ha dato comunque un notevole contributo per la vittoria del titolo nazionale da parte della sua squadra, che ha raggiunto questo risultato per la quinta volta nella sua storia.

#### Brann e Fredrikstad
Il 30 agosto 2006 è stato annunciato il suo passaggio al Brann, che è stato accolto con sorpresa. Si è legato al nuovo club con un contratto di quattro anni e mezzo. L'11 settembre ha esorditocon questa squadra, nel successo per 1-2 in casa dello Stabæk. Il Brann ha chiuso la stagione al secondo posto finale. Il 25 luglio 2007 è stato ceduto a titolo definitivo al Fredrikstad, in cambio di circa 5.000.000 di corone. Ha debuttato per il Fredrikstad in data 30 luglio, impiegato come titolare nel pareggio a reti inviolate contro il Lyn Oslo. Nella sfida successiva, giocata il 5 agosto contro l'Aalesund, ha realizzato la prima rete ed ha contribuito così alla vittoria per 2-1 della squadra. È diventato rapidamente un componente importante nel centrocampo del Fredrikstad. Al momento del trasferimento, per la squadra rimanevano 11 partite in stagione: Gashi ha realizzato 5 gol in questo scorcio di campionato. In occasione dell'incontro con il Rosenborg, è stato scelto come migliore in campo da Verdens Gang, anche in virtù della doppietta realizzata (il Fredrikstad si è imposto per 4-3). L'anno successivo è stato un titolare fisso in squadra, che ha raggiunto il secondo posto finale in classifica. Nell'annata seguente, invece, il Fredrikstad non è riuscito a raggiungere la salvezza e Gashi ha lasciato il club.

#### Helsingborg
Gashi si è accordato con gli svedesi dell'Helsingborg, compagine militante nella Allsvenskan. Il 14 marzo 2010 ha giocato il primo match con questa casacca, ricevendo anche un'ammonizione nella vittoria per 1-0 sul Brommapojkarna. L'11 aprile ha realizzato la prima rete, nel successo per 2-1 sull'Elfsborg. Nella stessa stagione, il club ha centrato il successo nella Svenska Cupen, primo trofeo vinto da Gashi dopo il campionato 2005 con il Vålerenga. Questo risultato ha consentito alla squadra di partecipare alla Supercupen 2011: anche questo trofeo è finito nella bacheca del centrocampista norvegese. L'Helsingborg ha replicato la vittoria dell'anno precedenze anche nella Svenska Cupen 2011 e vi ha aggiunto anche il primo posto finale in campionato. Raggiunto il double, si è aggiudicato anche la Supercupen 2012.

#### Odd
Il 5 agosto 2014, ha fatto ritorno in Norvegia per giocare nell'Odd: ha firmato un contratto valido fino all'estate 2017. Ha scelto la maglia numero 3. Ha esordito in squadra il 9 agosto, subentrando a Fredrik Nordkvelle nel successo casalingo per 1-0 sullo Strømsgodset. È rimasto in squadra fino alla scadenza del contratto, totalizzando 42 presenze ed una rete, tra tutte le competizioni.

#### Il ritorno all'Ørn-Horten
Il 28 luglio 2017, l'Ørn-Horten ha annunciato sul proprio sito internet il ritorno di Gashi, che si è legato al club fino al 31 dicembre 2018.

### Nazionale
Gashi conta 18 presenze e 2 reti per la Norvegia under 21. Ha debuttato il 23 maggio 2002, subentrando ad Azar Karadas nella sconfitta per 1-2 contro i Paesi Bassi. Il 1º aprile 2003 ha siglato il primo gol, nella vittoria per 0-5 sul Lussemburgo. Ha disputato anche 7 incontri per la Nazionale maggiore, primo dei quali datati 22 gennaio 2004, quando ha sostituito Magne Hoseth nel successo per 0-3 sulla Svezia. Il 14 ottobre 2012 è stato richiamato in Nazionale: ha sostituito lo squalificato Håvard Nordtveit in vista della sfida contro Cipro, valida per le qualificazioni al mondiale 2014.
A febbraio 2014 è stato convocato dal Kosovo per la partita amichevole contro Haiti. Nel gennaio dello stesso anno, la FIFA aveva concesso al Kosovo il permesso di giocare partite amichevoli contro altre Nazionali affiliate, purché esse non provenissero dalla zona dell'ex Jugoslavia. Il carattere amichevole degli incontri non precludeva quindi la possibilità di giocare per un'altra Nazionale per ogni calciatore coinvolto: per questo, nonostante Gashi contasse già presenze per la Norvegia, ha potuto accettare la convocazione, disputando il 5 marzo 2014 la gara pareggiata per 0-0.

## Statistiche

### Presenze e reti nei club
Statistiche aggiornate al 28 luglio 2017.
| Stagione           | Club               | Campionato         | Campionato | Campionato | Coppe nazionali | Coppe nazionali | Coppe nazionali | Coppe continentali | Coppe continentali | Coppe continentali | Supercoppe | Supercoppe | Supercoppe | Totale | Totale |
| Stagione           | Club               | Comp               | Pres       | Reti       | Comp            | Pres            | Reti            | Comp               | Pres               | Reti               | Comp       | Pres       | Reti       | Pres   | Reti   |
| ------------------ | ------------------ | ------------------ | ---------- | ---------- | --------------- | --------------- | --------------- | ------------------ | ------------------ | ------------------ | ---------- | ---------- | ---------- | ------ | ------ |
| 1997               | KIL/Hemne          | 3D                 | 19         | 12         | CN              | ?               | ?               | -                  | -                  | -                  | -          | -          | -          | 19+    | 12+    |
| 1998               | KIL/Hemne          | 3D                 | 17         | 10         | CN              | ?               | ?               | -                  | -                  | -                  | -          | -          | -          | 17+    | 10+    |
| 1999               | KIL/Hemne          | 3D                 | 7          | 2          | CN              | ?               | ?               | -                  | -                  | -                  | -          | -          | -          | 7+     | 2+     |
| Totale KIL/Hemne   | Totale KIL/Hemne   | Totale KIL/Hemne   | 43         | 24         |                 | ?               | ?               |                    |                    |                    |            |            |            | 43+    | 24+    |
| 2000               | Molde              | ES                 | 0          | 0          | CN              | 0               | 0               | -                  | -                  | -                  | -          | -          | -          | 0      | 0      |
| 2001               | Molde              | ES                 | 4          | 0          | CN              | 2               | 1               | -                  | -                  | -                  | -          | -          | -          | 6      | 1      |
| Totale Molde       | Totale Molde       | Totale Molde       | 4          | 0          |                 | 2               | 1               |                    |                    |                    |            |            |            | 6      | 1      |
| 2002               | Ørn-Horten         | 1D                 | 26         | 8          | CN              | ?               | ?               | -                  | -                  | -                  | -          | -          | -          | 26+    | 8+     |
| gen.-lug. 2003     | Ørn-Horten         | 1D                 | 13         | 1          | CN              | ?               | ?               | -                  | -                  | -                  | -          | -          | -          | 13+    | 1+     |
| lug.-dic. 2003     | Vålerenga          | ES                 | 14+2       | 1+0        | CN              | 2               | 0               | CU                 | 6                  | 0                  | -          | -          | -          | 24     | 1      |
| 2004               | Vålerenga          | ES                 | 25         | 4          | CN              | 3               | 1               | -                  | -                  | -                  | -          | -          | -          | 28     | 5      |
| 2005               | Vålerenga          | ES                 | 22         | 6          | CN              | 4               | 2               | UCL+CU             | 4+1                | 0                  | -          | -          | -          | 31     | 8      |
| gen.-ago. 2006     | Vålerenga          | ES                 | 15         | 0          | CN              | 3               | 2               | UCL                | 2                  | 0                  | -          | -          | -          | 20     | 2      |
| Totale Vålerenga   | Totale Vålerenga   | Totale Vålerenga   | 76+2       | 11         |                 | 12              | 5               |                    | 13                 | 0                  |            |            |            | 103    | 16     |
| ago.-dic. 2006     | Brann              | ES                 | 7          | 0          | CN              | -               | -               | -                  | -                  | -                  | -          | -          | -          | 7      | 0      |
| gen.-lug. 2007     | Brann              | ES                 | 11         | 0          | CN              | 3               | 0               | CU                 | 1                  | 0                  | -          | -          | -          | 15     | 0      |
| Totale Brann       | Totale Brann       | Totale Brann       | 18         | 0          |                 | 3               | 0               |                    | 1                  | 0                  |            | -          | -          | 22     | 0      |
| lug.-dic. 2007     | Fredrikstad        | ES                 | 11         | 5          | CN              | -               | -               | -                  | -                  | -                  | -          | -          | -          | 11     | 5      |
| 2008               | Fredrikstad        | ES                 | 25         | 3          | CN              | 3               | 1               | -                  | -                  | -                  | -          | -          | -          | 28     | 4      |
| 2009               | Fredrikstad        | ES                 | 28+1       | 2+0        | CN              | 4               | 1               | UEL                | 2                  | 1                  | -          | -          | -          | 35     | 4      |
| Totale Fredrikstad | Totale Fredrikstad | Totale Fredrikstad | 64+1       | 10         |                 | 7               | 2               |                    | 2                  | 1                  |            |            |            | 74     | 13     |
| 2010               | Helsingborg        | A                  | 27         | 5          | SC              | 4               | 0               | -                  | -                  | -                  | -          | -          | -          | 31     | 5      |
| 2011               | Helsingborg        | A                  | 30         | 1          | SC              | 4               | 0               | UEL                | 4                  | 1                  | SC         | 1          | 0          | 39     | 2      |
| 2012               | Helsingborg        | A                  | 27         | 0          | SC              | 4               | 0               | UCL                | 2+2                | 0                  | SC         | 1          | 0          | 36     | 0      |
| 2013               | Helsingborg        | A                  | 27         | 2          | SC              | 3               | 0               | -                  | -                  | -                  | -          | -          | -          | 27     | 2      |
| gen.-ago. 2014     | Helsingborg        | A                  | 13         | 0          | SC              | -               | -               | -                  | -                  | -                  | -          | -          | -          | 13     | 0      |
| Totale Helsingborg | Totale Helsingborg | Totale Helsingborg | 124        | 8          |                 | 12              | 0               |                    | 8                  | 1                  |            | 2          | 0          | 146    | 9      |
| ago.-dic. 2014     | Odd                | ES                 | 11         | 0          | CN              | 3               | 0               | -                  | -                  | -                  | -          | -          | -          | 14     | 0      |
| 2015               | Odd                | ES                 | 16         | 0          | CN              | 3               | 1               | UEL                | 6                  | 0                  | -          | -          | -          | 25     | 1      |
| 2016               | Odd                | ES                 | 2          | 0          | CN              | 1               | 0               | UEL                | 0                  | 0                  | -          | -          | -          | 3      | 0      |
| gen.-lug. 2017     | Odd                | ES                 | 0          | 0          | CN              | 0               | 0               | UEL                | 0                  | 0                  | -          | -          | -          | 0      | 0      |
| Totale Odd         | Totale Odd         | Totale Odd         | 29         | 0          |                 | 7               | 1               |                    | 6                  | 0                  |            | -          | -          | 42     | 1      |
| lug.-dic. 2017     | Ørn-Horten         | 3D                 | 0          | 0          | CN              | -               | -               | -                  | -                  | -                  | -          | -          | -          | 0      | 0      |
| Totale Ørn-Horten  | Totale Ørn-Horten  | Totale Ørn-Horten  | 39         | 9          |                 | ?               | ?               |                    |                    |                    |            |            |            | 39+    | 9+     |
| Totale carriera    | Totale carriera    | Totale carriera    | ?          | ?          |                 | ?               | ?               |                    | ?                  | ?                  |            | ?          | ?          | ?      | ?      |

### Cronologia presenze e reti in Nazionale
| Cronologia completa delle presenze e delle reti in nazionale ― Norvegia | Cronologia completa delle presenze e delle reti in nazionale ― Norvegia | Cronologia completa delle presenze e delle reti in nazionale ― Norvegia | Cronologia completa delle presenze e delle reti in nazionale ― Norvegia | Cronologia completa delle presenze e delle reti in nazionale ― Norvegia | Cronologia completa delle presenze e delle reti in nazionale ― Norvegia | Cronologia completa delle presenze e delle reti in nazionale ― Norvegia | Cronologia completa delle presenze e delle reti in nazionale ― Norvegia |
| Data                                                                    | Città                                                                   | In casa                                                                 | Risultato                                                               | Ospiti                                                                  | Competizione                                                            | Reti                                                                    | Note                                                                    |
| ----------------------------------------------------------------------- | ----------------------------------------------------------------------- | ----------------------------------------------------------------------- | ----------------------------------------------------------------------- | ----------------------------------------------------------------------- | ----------------------------------------------------------------------- | ----------------------------------------------------------------------- | ----------------------------------------------------------------------- |
| 22-1-2004                                                               | Hong-Kong                                                               | Svezia                                                                  | 0 – 3                                                                   | Norvegia                                                                | Amichevole                                                              | -                                                                       |                                                                         |
| 28-1-2004                                                               | Singapore                                                               | Singapore                                                               | 2 – 5                                                                   | Norvegia                                                                | Amichevole                                                              | -                                                                       |                                                                         |
| 16-11-2004                                                              | Londra                                                                  | Australia                                                               | 2 – 2                                                                   | Norvegia                                                                | Amichevole                                                              | -                                                                       |                                                                         |
| 22-1-2005                                                               | Madinat al-Kuwait                                                       | Kuwait                                                                  | 1 – 1                                                                   | Norvegia                                                                | Amichevole                                                              | -                                                                       |                                                                         |
| 25-1-2005                                                               | Riffa                                                                   | Bahrein                                                                 | 0 – 1                                                                   | Norvegia                                                                | Amichevole                                                              | -                                                                       |                                                                         |
| 28-1-2005                                                               | Amman                                                                   | Giordania                                                               | 0 – 0                                                                   | Norvegia                                                                | Amichevole                                                              | -                                                                       |                                                                         |
| 12-10-2005                                                              | Minsk                                                                   | Bielorussia                                                             | 0 – 1                                                                   | Norvegia                                                                | Qual. Mondiali 2006                                                     | -                                                                       |                                                                         |
| 16-10-2012                                                              | Larnaca                                                                 | Cipro                                                                   | 1 – 3                                                                   | Norvegia                                                                | Qual. Mondiali 2014                                                     | -                                                                       |                                                                         |
| 9-1-2013                                                                | Città del Capo                                                          | Sudafrica                                                               | 0 – 1                                                                   | Norvegia                                                                | Amichevole                                                              | -                                                                       |                                                                         |
| 12-1-2013                                                               | Ndola                                                                   | Zambia                                                                  | 0 – 0                                                                   | Norvegia                                                                | Amichevole                                                              | -                                                                       |                                                                         |
| 7-2-2013                                                                | Siviglia                                                                | Ucraina                                                                 | 2 – 0                                                                   | Norvegia                                                                | Amichevole                                                              | -                                                                       |                                                                         |
| 11-6-2013                                                               | Oslo                                                                    | Norvegia                                                                | 2 – 0                                                                   | Macedonia                                                               | Amichevole                                                              | -                                                                       |                                                                         |
| 14-8-2013                                                               | Solna                                                                   | Svezia                                                                  | 4 – 2                                                                   | Norvegia                                                                | Amichevole                                                              | -                                                                       |                                                                         |
| 6-9-2013                                                                | Oslo                                                                    | Norvegia                                                                | 2 – 0                                                                   | Cipro                                                                   | Qual. Mondiali 2014                                                     | -                                                                       |                                                                         |
| Totale                                                                  |                                                                         | Presenze                                                                | 14                                                                      |                                                                         | Reti                                                                    | 0                                                                       |                                                                         |

## Palmarès

### Club
- Campionato norvegese: 1

Vålerenga: 2005
- Svenska Cupen: 2

Helsingborg: 2010, 2011
- Supercupen: 2

Helsingborg: 2011, 2012

### Individuale
- Miglior centrocampista del campionato norvegese: 1

2004